# Соваренко, Владимир Александрович
Соваренко Владимир Александрович (род. 15 июля 1974, Ельня, Смоленская область, РСФСР, СССР) — российский государственный деятель, глава города Смоленска в 2016–2018 годах.

## Биография
Родился 15 июля 1974 года в городе Ельня Смоленской области. С 1996 по 1998 год служил в ВС РФ. C 1998 года специалист отдела образования Ельнинского района. С 2002 по 2004 год — начальник Центра дополнительного профессионального образования и инновационных образовательных технологий СФ ОрАГС.
С 2004 по 2009 год работал в администрации города Смоленска. В конце 2009 года председатель комитета по местному самоуправлению города Смоленска. C 2013 по 2015 год работает в администрации Смоленской области. С 2015 по 2016 председатель избирательной комиссии Смоленской области. 12 декабря 2016 года вступил в должность главы города Смоленска.
22 декабря 2018 года отправлен в отставку после резкой критики его деятельности со стороны губернатора области А. В. Островского, но не согласился с этим решением и пытался оспорить его в суде. Обязанности главы временно исполнял Дмитрий Платонов, который 28 февраля 2019 года написал заявление об отставке. 20 марта 2019 года депутаты Смоленского городского совета избрали новым главой города Андрея Борисова.

## Образование
- 1996 — Смоленский государственный педагогический институт, исторический факультет
- 2004 — Смоленский филиал Орловской академии государственной службы.